# Maison de Heu
Pour les articles homonymes, voir Heu.
La maison de Heu est une importante famille du Moyen Âge. Elle a marqué l’histoire du pays de Liège (Hesbaie) et du pays messin, en particulier les villes de Huy et de Metz.

## Branche messine
Roger et Gilles de Heu vinrent à Metz comme soldoyeurs. Ils intègrent le paraige du Commun.
La branche messine de la maison de Heu exercera douze fois la charge de maître-échevin de la ville de Metz de 1302 à 1550. La famille de Heu fut sans contredit l'une des plus puissantes de la ville de Metz, par ses charges, par ses alliances, par ses richesses, par ses fiefs, par ses seigneuries. Elle prit cette position dès son arrivée à Metz au XIIIe siècle. 
La famille résidait à l'hôtel de Heu à Metz.

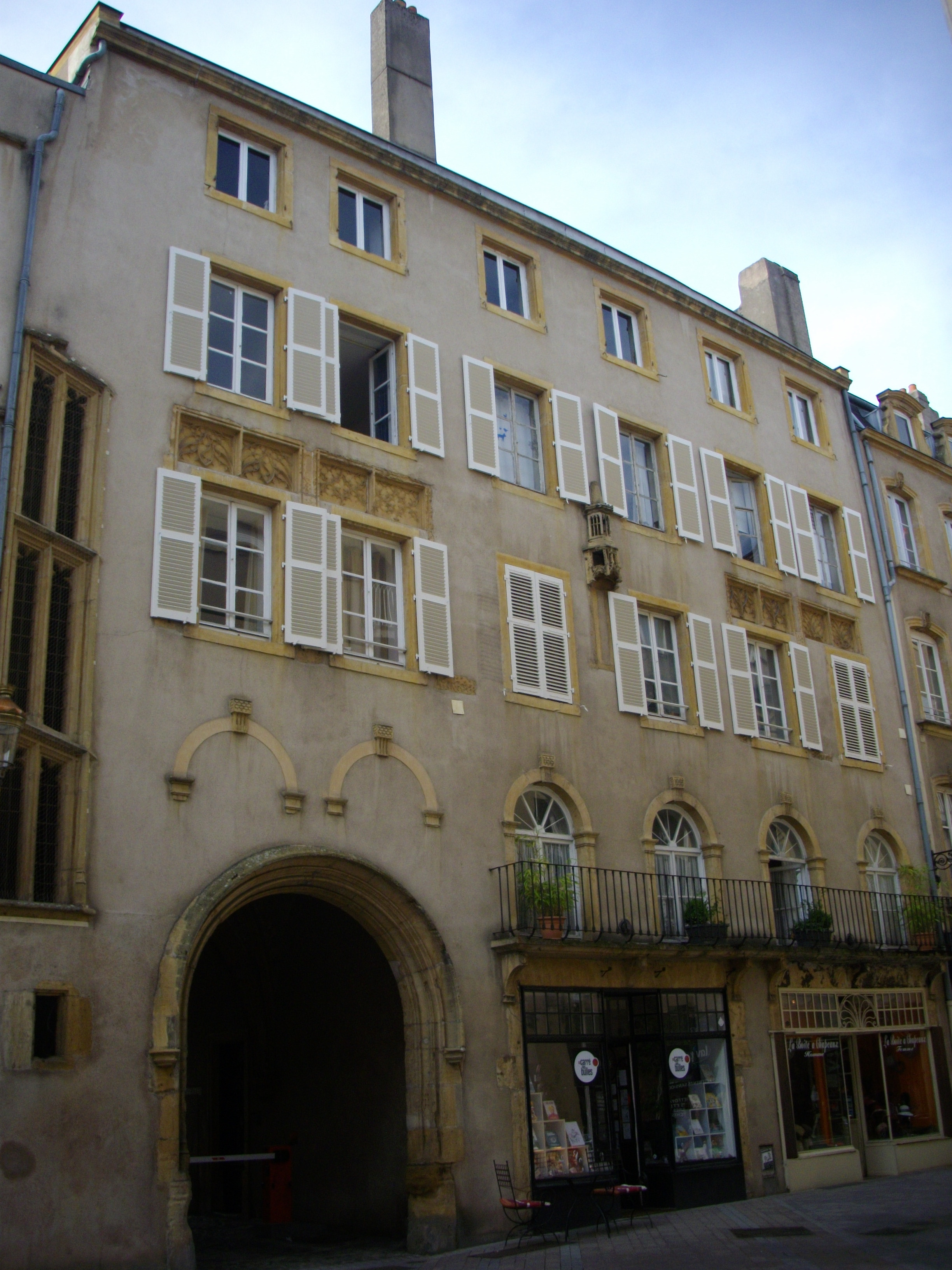
Hôtel de Heu à Metz

En Pays messin, la famille de Heu possédait de nombreuses seigneuries, particulièrement dans le Haut Chemin : Ennery, Malroy, Crespy, Pelte, Xieule, Montigny, Flévy, Vry, Gravelotte, Grimont (Annexe de Saint-Julien-lès-Metz), Montoy, Coincy, Goin, Retonféy, Blétange, Mercy, Antilly, Mont, Mancourt (Annexe d'Ennery), Seuxy, Gray, Abbeville, Buy, Vandlainville, Rurange, Ollexey (Olgy), Beurtoncourt, Rognac, Beaufort et plusieurs autres terres. À Failly la famille de Heu possédait 1/24e de la seigneurie.
- Roger de Heu (ou Huy) vient à Metz en 1230 pendant la guerre des Amis contre Jean Ier d’Apremont[1] avec son frère Gilles.
- Willemin de Heu ;
- Thiébaut de Heu, maître-échevin en 1314, achète Malroy ;
- Colignon de Heu, vers 1420, petit-fils de Thiébaut de Heu, seigneur d'Ay, de Trémery, de Chelaincourt (Flévy), Buxy (Rugy), Buy, d’Ennery, de Malroy[2];
- Robert de Heu, maître-échevin, reçoit le château de Montoy en dot en 1531, se convertit à la réforme dès 1534 et reçoit Guillaume Farel qui prêche en pays messin et dans son château.
- Nicolas de Heu (1494-1535),
- Gaspard de Heu († 1560 à Vincennes), fils de Nicolas de Heu ;
- Gaspard II de Heu, fils de Gaspard de Heu.